# گشنیز (ورق)

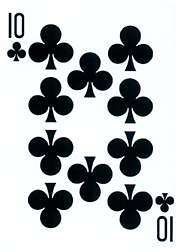
ده گشنیز

چهار خال پاسور: دل (♥)، پیک (♠)، گشنیز (♣) و خشت (♦) لعل (♥)، قره (♠)، خاج یا گشنیز (♣) و خشت (♦)

گِشنیز یا خاج یا کلاب (به انگلیسی: Club) (♣) از چهار خال موجود در ورق‌های بازی است.
خاج یا گشنیز در بازی پاسور جزوی از یکی از ارکان یا خال ها می‌باشد.